# Zistersdorf
Zistersdorf là một thị trấn ở huyện Gänserndorf thuộc bang Niederösterreich nước Áo. Đô thị Zistersdorf có diện tích 8,75 km², dân số năm 2017 là 5354 người.

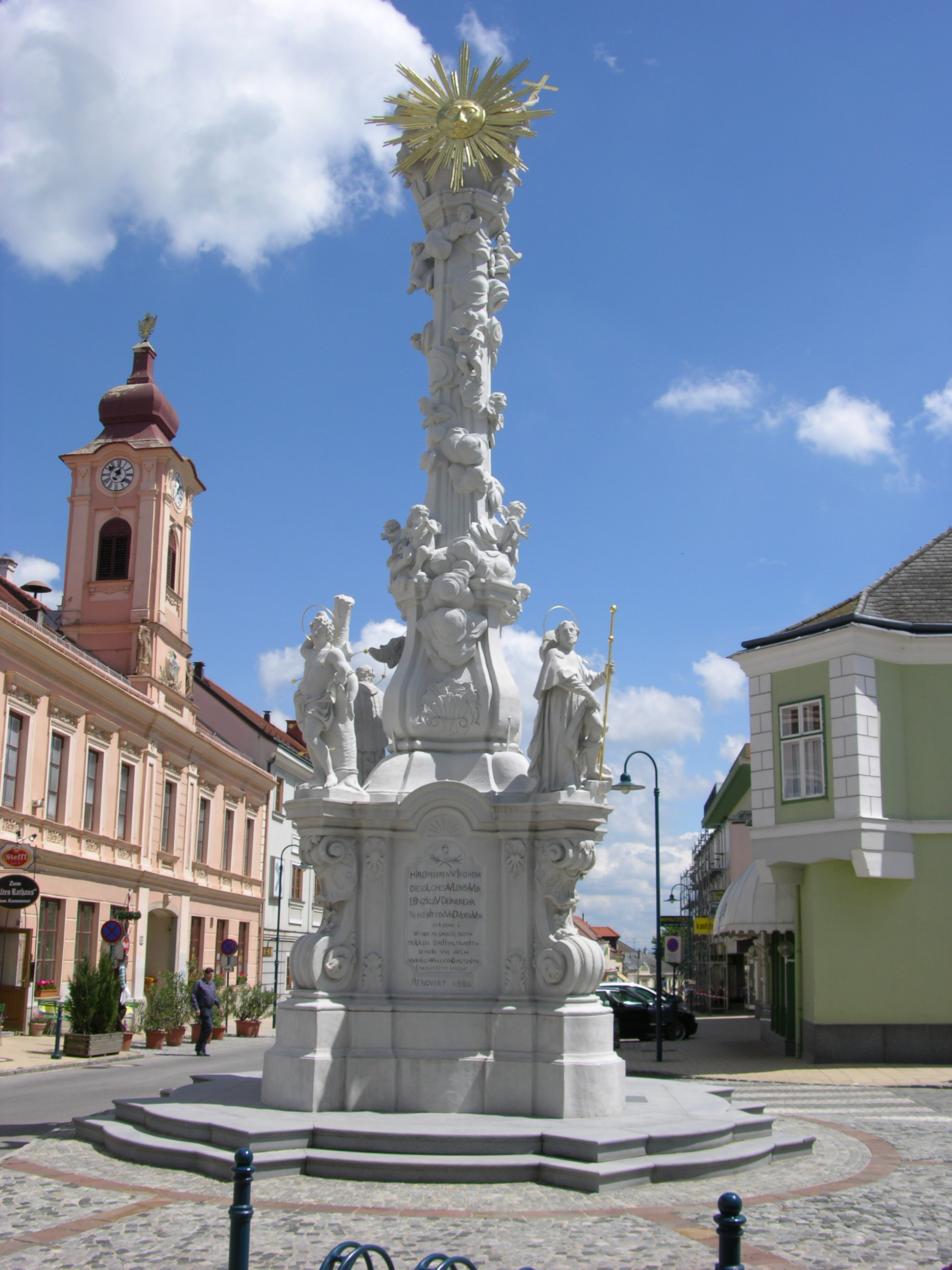
Cột Plague ở Zistersdorf.